# Sottens
Sottens is een plaats en voormalige gemeente in het Zwitserse kanton Vaud. De oppervlakte bedraagt 4,53 km². Sottens telde op 31 december 2005 226 inwoners. 

## Gemeentefusie
Voor 2008 maakte de gemeente deel uit van het toenmalige district Moudon. Op 1 januari 2008 werd de gemeente deel uit van het nieuwe district Gros-de-Vaud.
Op 1 januari 2011 fuseerde de gemeente met de gemeentes Montaubion-Chardonney, Peney-le-Jorat, Villars-Mendraz en Villars-Tiercelin tot de nieuwe gemeente Jorat-Menthue.

## Radiozender
Van 1931 tot 2010 was er een radiozender gevestigd met de naam Landessender für die französische Schweiz, waarvan de zendmast, die in 1989 gebouwd werd, 188 meter hoog is. De mast is gebouwd op 755 meter boven zeeniveau. Zij zond uit op de middengolf (765 kHz) met een vermogen van 600 kilowatt, tot de zender op 7 december 2010 werd uitgeschakeld.
Tegenwoordig worden de radioprogramma's digitaal uitgezonden.

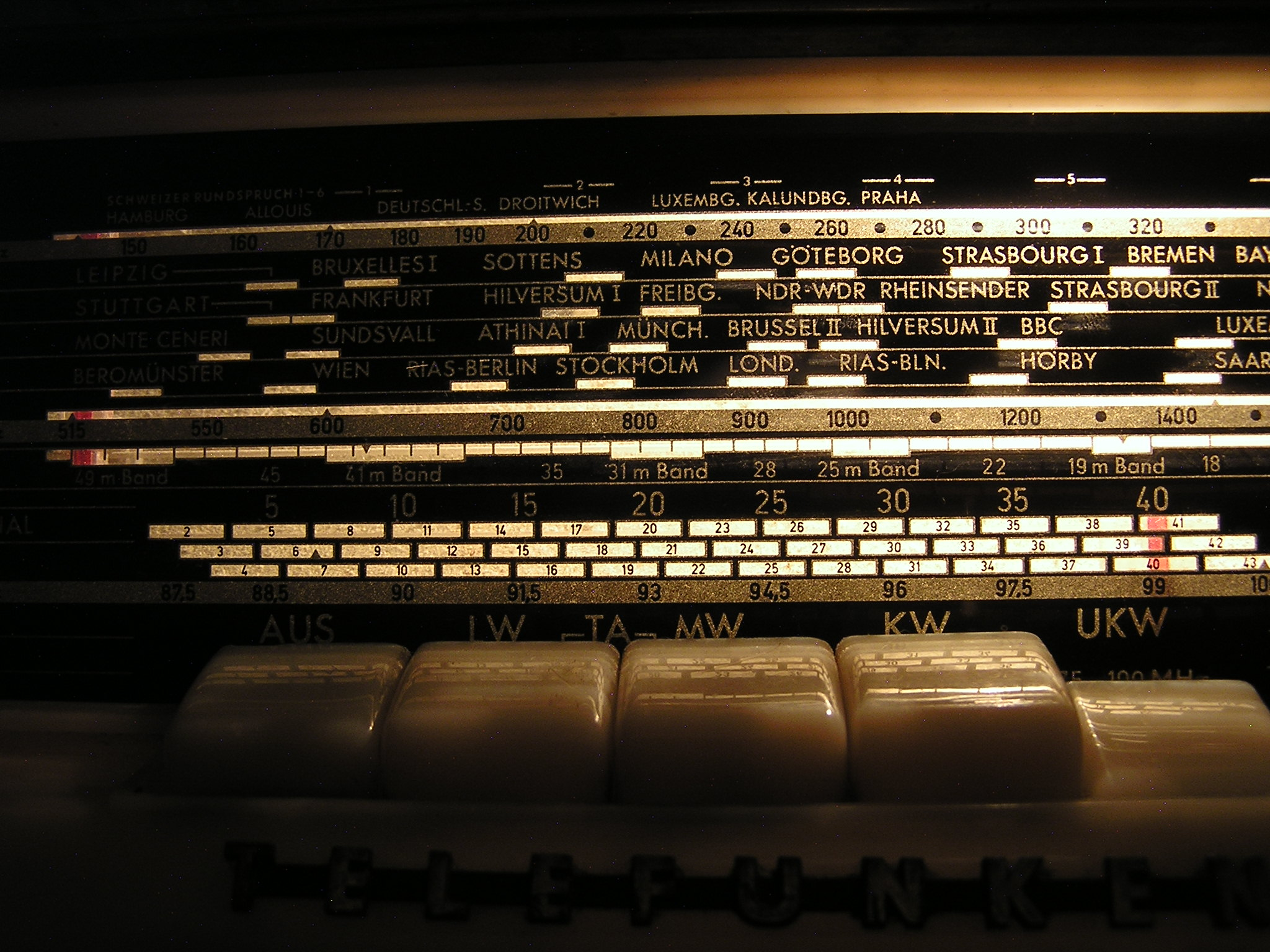
Sottens, linksboven

Als radiozender is Sottens bekend van de display van Nederlandse radio-ontvangers uit de jaren vijftig (evenals bijvoorbeeld het in het kanton Luzern gelegen Beromünster) en daardoor een nostalgieverwekkend woord voor oudere Nederlanders.